# HemisFair Arena
L'HemisFair Arena noto anche come Convention Center Arena è stato un impianto sportivo di San Antonio. Dal 1973 al 1993 è stato la casa dei San Antonio Spurs, mentre nella stagione 1972-1973 aveva ospitato gli Houston Rockets. Nel 1975 l'arena ha ospitato ABA All-Star Game. L'impianto è stato chiuso nel maggio 1995 e demolito un mese dopo. Tra i più noti concerti tenutisi all'arena si ricordano quelli di Selena, The Jacksons, Elvis Presley e Prince and The Revolution.